# Парет
Парет (енгл. River Parrett) је река у Уједињеном Краљевству, у Енглеској. Дуга је 60 km. Улива се у Бристолски залив. 